# Aaron Gillespie
Aaron Roderick Gillespie (Clearwater, 18 de Julho de 1983) é um músico americano, mais conhecido por ser baterista e vocalista da banda de metalcore Underoath, vocalista e guitarrista da banda de rock The Almost, atual baterista de apoio da banda Paramore.

## Biografia
Ele cresceu em uma devota família Cristã, e ia à igreja regularmente. Os pais de Aaron se divorciaram quando ele tinha 18 anos de idade. Ele possui um meio irmão chamado Justin Lipman, de Livingston, NJ. Eles têm contato limitado  por conta de Aaron estar fazendo shows freqüentemente.
Aos 14 anos, Aaron trabalhou em uma igreja, ganhando $60 dólares por semana. Ele começou a tocar bateria na igreja, mas lhe disseram que não tocava bem e que ele tocava muito alto. Com apenas 14 anos, ele recebeu uma ligação do Underoath, perguntando se ele tocaria bateria para eles.
Ele é cego em seu olho esquerdo, e daltônico em seu olho direito, levando a alguns rumores sobre a canção "A Boy Brushed Red... Living in Black and White" ser sobre ele, mas isso não foi confirmado.
Gillespie se casou com Jamie Anne Robertson em 25 de Novembro de 2006, e se mudou para Salt Lake City, Utah. Um ano depois, Aaron e Jamie se mudaram de volta para a Florida, onde eles residem em Tarpon Springs.
Recentemente ele alcançou o prêmio da revista HM de baterista favorito de 2008, junto com seu ex-companheiro de banda, Timothy Mctague, que recebera o prêmio de guitarrista favorito de 2008. Atualmente Aaron é o líder da juventude com Ignite Student Ministries, com base na Primeira Igreja Metodista Unida de Hudson (First United Methodist Church of Hudson), na Florida, em janeiro de 2010.
Aaron também possui uma grife de roupas, a Pig Cloth, com sua esposa Jamie.
Aaron lançou um disco solo, chamado "Song Anthem", em 8 de Março de 2011.

## Discografia
Com Underoath
- Act of Depression (1999)
- Cries of the Past (2000)
- The Changing of Times (2002)
- They're Only Chasing Safety (2004)
- Define the Great Line (2006)
- Survive, Kaleidoscope (2008)
- Lost in the Sound of Separation (2008)

Com The Almost
- Southern Weather (2007)
- No Gift to Bring (2008)
- Monster EP (2009)
- Monster Monster (2009)
- Fear Inside Our Bones (2013)